# Cantonul Iracoubo
Cantonul Iracoubo este un canton din arondismentul Cayenne, Guyana Franceză, Franța.

## Comune
- Iracoubo